# 天野豪紀
天野 豪紀（あまの ごうき、1987年3月20日 - ）は、日本のラグビー選手。

## プロフィール
- 大阪府出身[1]。
- ポジションはフッカー(HO)。
- 身長 174cm、体重 107kg
- ニックネームはごうき、あまちゃん。
- U19日本代表に選ばれたことがある[2]。
- 弟の寿紀もラグビー選手（現・キヤノンイーグルス）[3]。

## 略歴
10歳からラグビーを始めた。
2005年、大阪工大高校卒業後、帝京大学に入る。
2009年、帝京大学卒業後、Honda Heatに加入。同年9月5日に行われたジャパンラグビートップリーグ第1節のリコーブラックラムズ戦にて先発出場で公式戦初出場を果たす。
2013年、Honda Heatの主将に就任した。
2019年、Honda Heatを退団した。